# Ajangiz
Ajangiz è un comune basco e spagnolo, di 434 abitanti situato nella comunità autonoma dei Paesi Baschi.

## Storia
Ajangiz è stato da sempre legato alla vicina Guernica.
Fino al 1844 il paese non aveva una chiesa parrocchiale propria e gli abitanti, dal punto di vista religioso, dipendevano dalle vicine Arratzu, Luno, Mendata o dalla città di Guernica. Questo fatto impedì ad Ajangiz di constituirsi ufficialmente in un elizate, come altre località dei dintorni. Nonostante questo, Ajangiz ebbe un seggio e diritto di voto nelle Assemblee generali di Biscaglia almeno dal XVI secolo, con lo status giuridico chiamato ledanía.
Tra il 1940 e il 1991 era annesso al comune di Gernika-Lumo.

### Simboli
Lo stemma del comune si blasona: